# Prezi
Prezi är ett ungerskt webbaserat presentationsprogram och verktyg för att förmedla information. Man använder en oändligt stor arbetsyta istället för enstaka diabilder. Text, bilder, videofilmer och andra dataformer kan placeras var som helst på ytan och grupperas med hjälp av ramar. Programmet tillåter användaren att skapa icke-linjära presentationer, där man navigerar en visuell karta med in- och utzoomning.